# A25高速公路 (法國)
A25高速公路是法国的一条高速公路，全长65千米，于1963年建成通车。A25始于里尔，与A1高速公路相接，终于索克斯，与225国道相连。A25也是欧洲E42公路的一部分。